# Dirty Pair
Dirty Pair (ダーティペア, Dāti Pea) és una sèrie de novel·les lleugeres japoneses, escrites per Haruka Takachiho i il·lustrades per Yoshikazu Yasuhiko, que després es van adaptar a manga i anime. Les primeres històries que conformen el primer volum es van publicar per primera vegada a la revista S-F Magazine. La franquícia s'ha publicat en múltiples formats i s'ha adaptat a diversos altres mitjans, donant lloc a vuit novel·les i diverses històries més breus, una sèrie de televisió, dues sèries OVA, dos llargmetratges OVA, un llargmetratge, una sèrie de novel·les gràfiques i dues sèries curtes de ràdio japonesa. La sèrie de televisió de 1985 va guanyar el premi Anime Grand Prix d'Animage aquell d'any.
Les històries tenen lloc durant els anys 2138 a 2143, època en què la humanitat s'ha estès per uns quants milers de sistemes estel·lars. Una corporació anomenada World Welfare Works Association (WWWA o 3WA) ajuda els sistemes membres de la federació United Galactica (UG) a fer front a diversos problemes a escala planetària, amb ànim de lucre, enviant agents anomenats "consultors de problemes". La sèrie se centra en un equip femení de consultors de problemes d'aquesta secció, anomenats Kei i Yuri, que tenen la reputació de deixar un rastre de destrucció darrere d'elles, pel qual se'ls coneix públicament com el "Dirty Pair".

## Premissa
Kei i Yuri són els dos membres de l'equip 234 de Trouble Consultant, amb el nom en codi "Lovely Angels". Gairebé totes les missions en què estan involucrats acaben en desastre, encara que no en un fracàs: normalment capturen el seu fugitiu objectiu, però acaben destruint una ciutat en el procés, guanyant-se el sobrenom de "Dirty Pair", un sobrenom que elles odien. L'ordinador central de la 3WA sempre els elimina de qualsevol delicte perquè mai es determina que els danys col·laterals extrems siguin culpa seva, encara que la seva mera presència tendeix a empitjorar les situacions per a les quals són contractades. En algunes continuïtats, però no totes, tenen poders de percepció extrasensorial conjunts, generalment limitats a la precognició. Aquest talent va ser el motiu pel qual van ser reclutades en primer lloc.

## Personatges
Kei és una noia amb el cap calent, amb els cabells vermells i la pell bronzejada que porta un uniforme blanc platejat. Li agraden les armes grans i prefereix "disparar primer i fer preguntes després". La més agressiva de les dues, se sent atreta pels homes masculins i musculosos.
Yuri és d'ètnia japonesa i porta un uniforme groc daurat. Sovint utilitza armament que no és de foc, com ara fuets d'energia o cartes de llançament. Tot i que és la més femenina de les dues, és coneguda per tornar-se molt violenta quan es creua. És la més baixeta de les dues. És una coqueta tímida que prefereix els homes cultes i refinats. La seva arma més reconeguda és la Bloody Card, una targeta de llançament millorada tecnològicament que es pot utilitzar per tombar diverses persones alhora.

## Desenvolupament
La inspiració per a les novel·les Dirty Pair va ser una visita al Japó de l'autor de ciència-ficció australià britànic A. Bertram Chandler, probablement el 1978. En el seu itinerari hi havia una parada al jove Studio Nue, que Takachiho va cofundar. Per entretenir el seu convidat, dues de les empleades d'allà, Yuri Tanaka i Keiko Otoguro, van tenir la idea amb Takachiho de portar Chandler a un torneig de l'organització All Japan Women's Pro-Wrestling, que era membre de l'associació femenina de lluita lliure professional. La targeta incloïa l'equip de lluita i cantar el molt popular, Beauty Pair. Alguna cosa que va passar entre els quatre durant aquell partit va portar a Chandler a comentar a Takachiho alguna cosa en el sentit que "les dues dones del ring poden ser el Beauty Pair (un parell de belleses), però aquestes dues amb tu haurien de ser anomenades "The Dirty Pair" (la parella bruta).
Això es va convertir en el germen d'una idea per a una novel·la que Takachiho va decidir escriure, trasplantant el rude habitatge de la lluita lliure al regne de les històries de misteri de l'òpera espacial, amb les quals ja tenia experiència en la seva ja exitosa sèrie Crusher Joe. El nom en clau de l'equip "Lovely Angels" també és un joc de paraules amb els noms de determinats equips femenins de l'època, com ara els Queen Angels.

## Novel·les lleugeres
Les novel·les lleugeres estan escrites per Haruka Takachiho amb il·lustracions de Yoshikazu Yasuhiko. Entre 1980 i 2007 es van publicar vuit novel·les. Els quatre primers llibres es van publicar originalment a la publicació japonesa S-F Magazine. Les dues primeres novel·les lleugeres es van traduir a l'anglès. El cinquè llibre es va publicar originalment en traducció al japonès i a l'anglès a la xarxa Microsoft durant els anys 1997–99.

## Anime

### Sèrie de televisió
Una sèrie de televisió d'anime basada en les novel·les, titulada simplement Dirty Pair, va funcionar durant 24 episodis a les filials de Nippon Television de juliol a desembre de 1985, guanyant el premi Animage Anime Grand Prix d'aquell any. Es van escriure guions per a dos episodis addicionals, que es van produir després de l'emissió de la sèrie de televisió i es van publicar com a OVA el gener de 1987. En les retransmissions posteriors, aquests dos episodis es van afegir al programa original fent que la sèrie tingués 26 episodis.
L'anime Dirty Pair té una configuració més propera a les novel·les lleugeres originals de Haruka Takachiho que en qualsevol de les altres encarnacions. A diferència de les novel·les lleugeres, l'univers de l'anime té una atmosfera més còmica i presenta els estils típics d'un futur inspirat en els anys vuitanta. Les Lovely Angels i la WWWA resideixen en un lloc conegut com Eleanor City on Kei (amb la veu de Kyouko Tonguu) i Yuri (amb la veu de Saeko Shimazu) viuen junts en un apartament a la famosa torre de Damocles de la ciutat. El cap de la 3WA en aquesta versió és Gooley Andrew Francess juntament amb Calico que serveix de segon al comandament. Les Lovely Angels també tenen dos ajudants, un felí modificat genèticament anomenat Mughi i un petit robot conegut com a Nanmo.
La sèrie de televisió (inclosos els dos episodis addicionals d'OVA) va rebre llicència per a un llançament per Nozomi Entertainment, que la va llançar en dos cofres el 2 de novembre de 2010 i el 8 de febrer de 2011, respectivament, cadascun conté 13 episodis. Aquestes versions contenen diàlegs en japonès amb subtítols en anglès. David Williams de Sentai Filmworks va confirmar que es va oferir a produir un doblatge en anglès amb Seraphim Digital per a la reestrena, però va ser rebutjat per motius desconeguts.

### OVA
Una sèrie OVA de 10 episodis es va estrenar el 21 de desembre de 1987 fins al 21 d'abril de 1988. ADV va llançar la sèrie OVA en cinc cintes VHS doblades i subtitulades en anglès des de l'11 de novembre de 1998 fins al 25 de gener de 2000, cadascuna conté dos episodis. La sèrie es va publicar més tard en DVD bilingüe en dos volums de cinc episodis el 17 de juliol i el 23 d'octubre de 2001. Una col·lecció completa es va publicar el 27 de desembre de 2005. Nozomi Entertainment més tard va rescatar amb llicència la sèrie OVA i la va tornar a llançar en un DVD bilingüe remasteritzat el 3 de gener de 2012. Aquesta sèrie s'ha anomenat Original Dirty Pair o Dirty Pair 2 en anglès.
La sèrie va comptar amb dues presentacions d'una hora de durada OVA independents: Affair of Nolandia (ノーランディアの謎, Nōrandia no Nazo) (1985) i Flight 005 Conspiracy (謀略の００５便, Bōryaku no 005-bin) (Bō05-90) La primera gira al voltant d'una trama amb la parella buscant una noia psíquica, mentre que la segona es refereix a la parella que investiga una misteriosa explosió d'avió. Ambdues es van publicar en anglès VHS el 23 de novembre de 1994 i el 21 de febrer de 1995, respectivament per Streamline Pictures i Orion Pictures. Posteriorment, ADV Films els va tornar a llicenciar i els va tornar a doblar i es van publicar en DVD bilingüe el 4 de novembre i el 2 de desembre de 2003, respectivament. Més tard, ADV els va tornar a llançar en DVD, juntament amb Project Eden, el 8 de novembre de 2005, en una caixa de 3 DVD. Més tard, Nozomi Entertainment els va tornar a llicenciar, i els va llançar en un DVD bilingüe (amb doblatges Streamline i ADV) amb Project Eden el 8 de maig de 2012.

### Pel·lícula
Dirty Pair: Project Eden, conegut al Japó com Dirty Pair: The Movie (ダーティペア, Daati Pea Gekijou-ban), és una pel·lícula d'anime basada en la sèrie d'anime Dirty Pair estrenada originalment al Japó el 28 de novembre de 1986.

### Dirty Pair Flash
Dirty Pair Flash van ser tres sèries d'OVA amb un total de 16 episodis, 1994–1996. La premissa de la història i el disseny dels personatges són molt diferents de qualsevol de les altres versions.

## Còmics
La companyia nord-americana de còmics i traductor de manga Studio Proteus va adquirir els drets per crear versions còmiques de The Dirty Pair el 1989; les dues primeres novel·les gràfiques van ser publicades per la desapareguda Eclipse Comics. Més tard els drets van ser transferits a Dark Horse Comics. Les tres primeres sèries van ser escrites per Toren Smith i Adam Warren i dibuixades per Warren; després d'això, Smith va deixar el projecte i Warren es va fer càrrec de l'escriptura per complet.

## Manga
Tres episodis de la sèrie d'anime es van adaptar al manga en sis episodis de la revista Monthly Shonen Magazine de Kazunari Ikeda des del juny de 1985 fins al novembre del mateix any.
The Great Adventures of the Dirty Pair (ダーティペアの大冒険, Dāti Pea no Daibōken) és una adaptació al manga de 2010-2011 per part d'Hisao Tamaki serialitzada per Tokuma Shoten a Monthly Comic Ryū, que narra les històries de la novel·les lleugeres originals Dirty Pair, però amb redissenys significatius de personatges.

## Sèries de ràdio
Una cinquena versió del concepte Dirty Pair va fer el seu debut l'1 d'octubre de 2006 en una sèrie de ràdio de 26 setmanes a FM Osaka, titulada "Lovely Angel: Kei & Yuri". Una emissió en streaming per Internet d'episodis successius va estar disponible a partir del 15 d'octubre. La història tracta d'un cas en què els Lovely Angels ajuden l'FBI en un cas que les porta per la ruta de l'antiga Ruta 66. La sèrie compta amb Horie Yui com a Yuri i Minagawa Junko com a Kei. Tot i que Takachiho va participar en la selecció dels artistes de veu, no va participar en l'escriptura d'aquesta sèrie.
Una segona sèrie de ràdio, "Daatipea91: Kunoichi" va començar a FM Osaka el 15 d'octubre de 2007. Aquesta vegada escrita pel mateix Takachiho, situa Kei i Yuri, de divuit anys, al Japó l'any 1791 com a estudiants ninjas que es veuen involucrats en els afers polítics de l'època. Horie Yui i Minagawa Junko van repetir els seus papers de veu. De nou, va estar disponible en una emissió en streaming. Aquesta sèrie es va tornar a emetre de març a abril de 2009.